# Chokebore
Chokebore est un groupe de rock indépendant américain, originaire d'Honolulu, à Hawaï. Il est fondé au début des années 1990, séparé en 2005 après cinq albums studio et un album live, et reformé depuis 2010.

## Biographie
Chokebore est originaire d'Honolulu, Hawaï. Le groupe quitte cet état pour s'installer à Los Angeles dès 1992. Avant de s'appeler Chokebore, le groupe avait pour nom Dana Lynn (nom de scène d'une actrice pornographique américaine). Sous ce nom, le groupe a enregistré un single 45 tours intitulé Circle.
Pendant un temps, l'étiquette grunge a pu être accolée à Chokebore, surtout parce que Nirvana, alors à son apogée au début des années 1990, avait donné un coup de pouce à Chokebore en leur faisant faire plusieurs premières parties de leurs concerts, en 1993 et 1994. Kurt Cobain ira même jusqu'à dire que Chokebore était son groupe préféré. Mais les liens entre Chokebore et le mouvement musical phare de Seattle ne sont pas assez prononcés pour que l'on puisse cataloguer Chokebore comme un groupe de grunge. De 1993 à 2005, Chokebore sortira cinq albums studio, un album live, trois EP et quatre singles. Après leur séparation, le chanteur Troy Von Balthazar poursuivra une carrière solo, ponctuée de plusieurs albums.
En 2010, le groupe se reforme pour une série de concerts. L'éventualité d'un nouvel album n'est pas écartée. Un nouvel EP, Falls Best, le premier enregistrement de Chokebore depuis huit ans, est sorti le 10 octobre 2011. En 2013, a l'occasion du 20e anniversaire du groupe, les deux premiers albums du groupe, Motionless et Anything near water sont réédités en vinyle par le label bordelais Vicious Circle. Une tournée est également organisée à l'automne 2013.

## Membres
- Troy Von Balthazar - chant, guitare (depuis 1993)
- James Kroll, alias A. Frank G. - guitare basse (depuis 1993)
- Jonathan Kroll - guitare (depuis 1993)
- Christian Omar Madrigal Izzo -, batterie (1995-1997, depuis 1999)
- Mike Featherson (1997–1999) : batterie
- Johnee Kop, alias Jungle Boy - batterie (1993-1995)

## Discographie

### Albums studio
- 1993 : Motionless (Amphetamine Reptile Records)
- 1995 : Anything Near Water (Amphetamine Reptile Records)
- 1996 : A Taste for Bitters (Amphetamine Reptile Records)
- 1998 : Black Black (Boomba Rec)
- 2002 : It's a Miracle (Pale Blue)

### Album en public
- 2003 : A Part from Life (Pale Blue)

### EP
- 1997 : It Could Ruin Your Day (Amphetamine Reptile Records)
- 1997 : Days of Nothing (Amphetamine Reptile Records)
- 2001 Strange Lines (Redwood Records)
- 2011 Falls Best (Vicious Circle Records)

### Singles
- 1993 : Nobody / Throats to Hit (Amphetamine Reptile Records) (Thoats to Hit, Nobody)
- 1995 : Thin as Clouds (Amphetamine Reptile Records) (Thin as Clouds, Pink Deluxe)
- 1996 : Chokebore / Tocotronic - split 45 tours avec Tocotronic (Amphetamine Reptile Records / L'Âge d'or) (Pink Deluxe, Popular Modern Themes)
- 1999 : Chokebore - double 45 tours (Punk iN My Vitamins) (You Are The Sunshine of my Life, Speed of Sound (semi-acoustic version), Valentine, Days of Nothing (full band winter version))

### Compilations
- 1994 :  4 titres sur l'album Clusterfuck '94